# Sopot (stacja kolejowa)

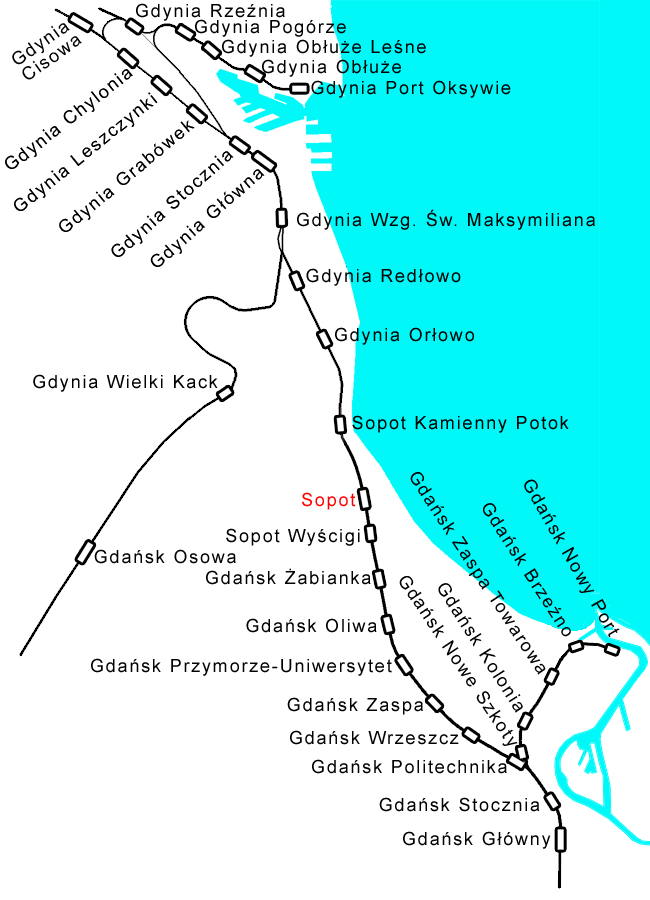
Sopot w sieci SKM

Sopot – główna stacja kolejowa w Sopocie, w województwie pomorskim, w Polsce. Według klasyfikacji PKP ma kategorię dworca regionalnego.

## Charakterystyka
Na stacji znajdują się dwa perony: jeden dalekobieżny i jeden podmiejski.
Peron nr 2 przyjmuje pociągi dalekobieżne i regionalne obsługiwane przez PKP Intercity S.A. oraz Polregio S.A.; w sezonie letnim również Koleje Mazowieckie (do Warszawy Zachodniej i Ustki) oraz Arriva RP (do Bydgoszczy Głównej i Helu).
Peron nr 1 obsługuje pociągi podmiejskie SKM.

## Ruch pasażerski
| Rok  | Wymiana roczna | Wymiana pasażerska na dobę | miejsce w Polsce |
| ---- | -------------- | -------------------------- | ---------------- |
| 2017 | 7 300 000      | 20 000                     | 11               |
| 2018 | 6 200 000      | 17 100                     | 13               |
| 2019 | 4 200 000      | 11 500                     | 21               |
| 2020 | 6 400 000      | 17 400                     | 12               |
| 2021 | 4 600 000      | 12 700                     | 12               |
| 2022 | 8 796 500      | 24 100                     | 12               |

## Historia

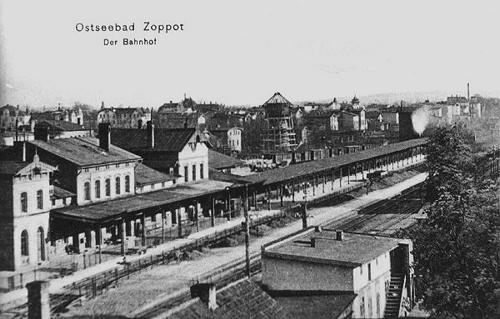
Dworzec w Sopocie – widok w kierunku Gdańska, ok. 1900

Stacja została zbudowana w latach 1868–1870. Kolej dotarła do Sopotu od strony Gdańska (11,7 km) 1 lipca 1870. 1 września tegoż roku również z drugiej strony – ze Słupska (119,5 km).
Niezwłocznie na odcinku Gdańsk – Sopot położono drugi tor. Z tego okresu pochodziły pierwsze zabudowania dworca, których pozostałością są jedynie zachowane – pseudogotycki budynek d. bagażowni, pełniącej następnie funkcję ekspedycji kolejowej, oraz podpierające dach na peronie linii SKM żeliwne kolumny korynckie. Identyczne lub podobne dworce pobudowano w Gdańsku-Wrzeszczu (Langfuhr), Gdańsku Oliwie (Oliva), Gdyni Chyloni (Kielau), Redzie (Rheda), Wejherowie (Neustadt) i prawdopodobnie w Lęborku (Lauenburg).
W 1907 wybudowano pierwszy wiadukt w Sopocie na wysokości ul. Podjazd (Unterführung), w 1909 tunel pieszy w ciągu ul. Marynarzy (Kleine Unterführung), około 1912 peron dalekobieżny.
Wraz z rozwojem miasta szybko rósł ruch kolejowy na trasie Gdańsk-Sopot, do 1900 obsługiwany również przez wagony piętrowe. W 1909 Sopot posiadał bezpośrednie połączenia kolejowe z Berlinem, Bydgoszczą, Królewcem, Petersburgiem, Poznaniem, Szczecinem, Toruniem i Warszawą. W okresie międzywojennym (Wolnego Miasta Gdańska) w godzinach szczytu pociągi kursowały nawet co dziesięć minut. Przed wybuchem II wojny światowej kursowało między Sopotem a Gdańskiem na dobę czterdzieści kilka parowych pociągów podmiejskich oraz 10 dalekobieżnych.
Wymowne są też dane statystyczne. W 1884 stacja kolejowa Sopot odprawiła 134.709 pasażerów, zaś już w 1925 jedenastokrotnie więcej – 1.522.672; dla porównania na dworcu Gdańsk Gł. w tym samym roku sprzedano 3.445.006 biletów.
W 1912 rozpoczęto pierwsze prace przy budowie wydzielonej pary torów dla ruchu miejskiego z Gdańska Gł. w kierunku Sopotu. Prace przerwał wybuch I wojny światowej. Kolejny projekt w tym zakresie, m.in. położenia drugiej pary torów, ale i budowy nowego dworca od strony Gdańska (na wysokości obecnego przystanku SKM Sopot Wyścigi?) powstał w 1925. Po II wojnie światowej, w 1950 podjęto decyzję o kontynuowaniu prac nad wydzieleniem ruchu podmiejskiego. W 1952 późniejsza SKM dotarła z Gdańska do Sopotu, rok później przedłużono ją do Gdyni (jeden tor), w 1954 położono drugi tor.
W 1942 dotychczasową dwutorową linię z Gdańska przedłużono z Sopotu do Gdyni.
W 1945 pierwszy budynek dworca uległ spaleniu. Wojska radzieckie zdobywały miasto od strony Gdyni i posuwały się do stacji wzdłuż torów kolejowych. W rejonie dworca napotkały opór, który zdecydowanie stłumiły. Odbudowany w 1947 dworzec w części parterowej służył do wybudowania w 1970, lub według innych źródeł – w 1972 drugiego budynku dworca.

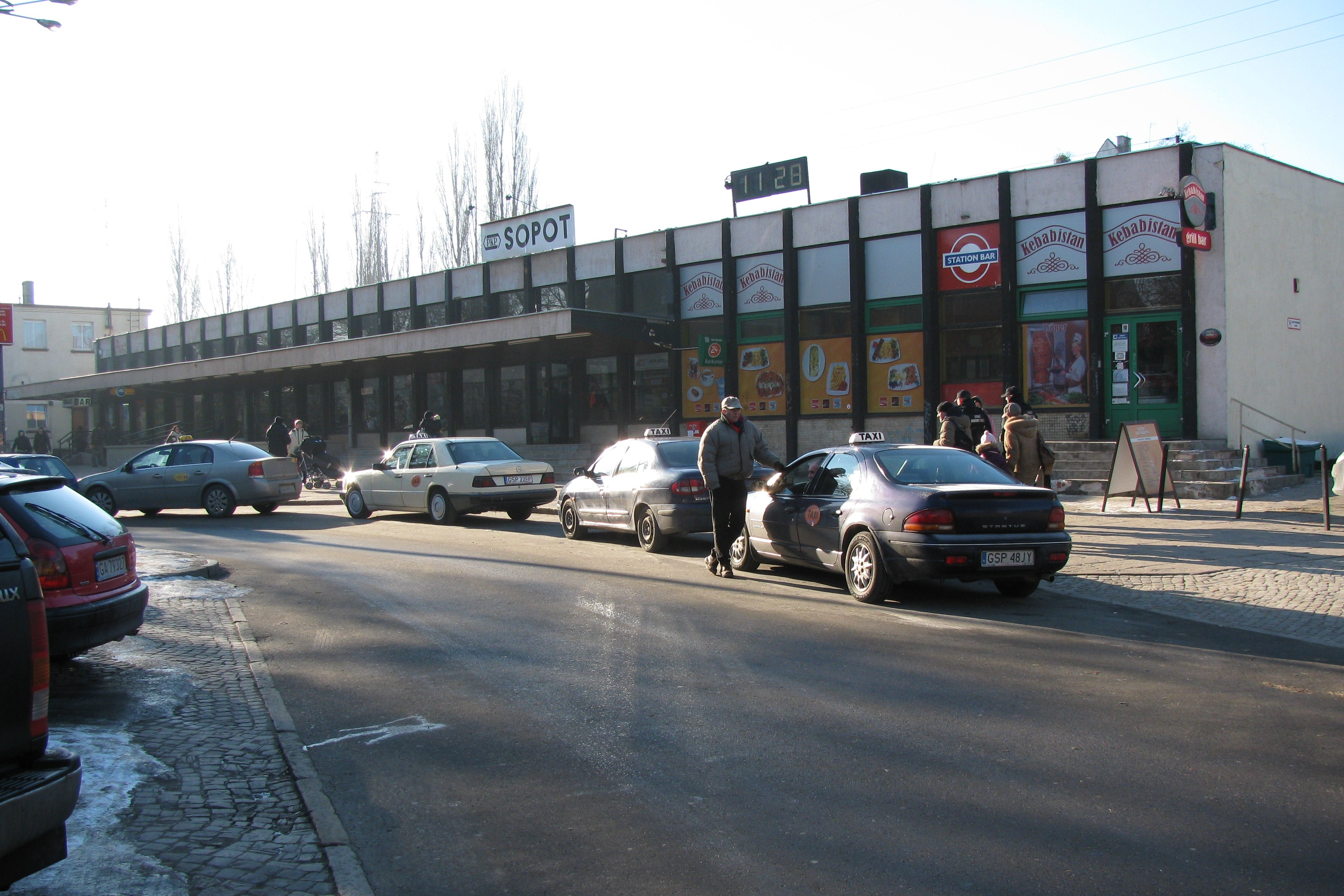
Nieistniejący drugi dworzec, 2011

We wrześniu 2010 zakończył się gruntowny remont i restauracja peronu podmiejskiego. Zamierzeniem było jak najwierniejsze odtworzenie jego pierwotnego wyglądu. Po przeprowadzeniu badań ustalono jak wyglądały kolumny podtrzymujące wiatę, a także udało się odnaleźć dobrze zachowany kawałek pierwszej, oryginalnej nawierzchni peronu.
25 czerwca 2011, w ramach projektu firmy Dulux Let’s Color, budynek dworca został pomalowany w barwną mozaikę.
Autorem projektu dworca jest Albina Skiba. Od początku XXI wieku prowadzone były prace nad nową koncepcją zagospodarowania terenu dworca i jego okolic. Nowy budynek dworca z centrum handlowo-hotelowym i podziemnymi parkingami miał powstać do końca 2014. Termin ten nie został dotrzymany – kolejnymi wyznaczonymi terminami zakończenia inwestycji stały się lipiec, a następnie 23 września 2015. Ostatecznie dworcowa część tzw. Nowego Centrum Sopotu (o docelowej powierzchni wnętrz 23,5 tys. m kw.) została otwarta 18 grudnia 2015. Tego dnia oddano do użytku dwa z czterech planowanych budynków: „A” – o przeznaczeniu handlowo usługowym, oraz „B” z częścią dworcową. Nowy dworzec znajduje się na dwóch kondygnacjach i ma powierzchnię 500 m kw. Koszt realizacji kompleksu sięgnął 100 mln zł.

## Sąsiedztwo
Stacja Sopot sąsiaduje z popularnym deptakiem – ul. Monte Cassino, wiodącym do miejscowych atrakcji turystycznych – plaży, mola, latarni morskiej i Grand Hotelu. W kierunku przeciwnym znajduje się Opera Leśna. W pobliżu dworca na miejscu dawnego Hotelu Dworcowego wybudowano Hotel Rezydent.